# Истории ходячих мертвецов
«Истории ходячих мертвецов» (англ. Tales of the Walking Dead) — американский телесериал в жанре ужасов, драмы, зомби-апокалипсиса и антологии, созданный Скоттом М. Гимплом и Чанингом Пауэлом и транслируемый на телеканале AMC в 2022 году. Четвёртый сериал франшизы «Ходячие мертвецы» и спин-офф сериала «Ходячие мертвецы». Основан на одноимённой серии комиксов, выпускавшейся в период с 2003 по 2019 год.
«Истории ходячих мертвецов» транслировались на телеканале AMC в период с 14 августа по 18 сентября 2022 года. Официально сериал ещё не закрыт, так как 2 сезон находится на стадии рассмотрения. В разработке находится идейное продолжение сериала — «Ещё больше историй из Вселенной Ходячих Мертвецов».

## Сюжет
«Истории ходячих мертвецов» — сериал-антология. В каждом эпизоде рассказывается своя собственная независимая история с разными персонажами. При этом, действие всех историй происходит в рамках вселенной «Ходячих мертвецов».

## Производство

### Разработка
В сентябре 2020 года телеканал AMC объявил, что в разработке находится сериал-антология, действие которого будет происходить в рамках вселенной «Ходячих мертвецов». В октябре 2021 года AMC дал зелёный свет первому сезону будущего сериала из 6 эпизодов, в то время как премьера нового сериала была назначена на середину 2022 года. Сценарист Чанинг Пауэл, писавший сценарии для сериалов «Ходячие мертвецы» и «Бойтесь ходячих мертвецов», был назначен одним из шоураннеров сериала. В апреле 2023 года стало известно, что Скотт М. Гимпл, работавший над «Историями ходячих мертвецов», будет привлечён к работе над вторым антологическим сериалом — «Ещё больше историй из Вселенной Ходячих Мертвецов», хотя на тот момент было неясно, будет ли это отдельный сериал или второй сезон «Историй».

### Кастинг
В феврале 2022 года было объявлено, что Энтони Эдвардс, Паркер Поузи, Терри Крюс, Джиллиан Белл и Поппи Лю получили главные роли в сериале. Чуть позже Даниэлла Пинеда, Оливия Манн, Дэнни Рамирес, Лоан Шабаноль, Эмбет Дэвидц, Джесси Ашер и Гейдж Манро присоединились к актёрскому касту в качестве неназванных ролей. В апреле 2022 года было подтверждено, что актриса Саманта Мортон вернётся к роли Альфы в одном из эпизодов сериала. Чуть позже к проекту присоединились Лорен Глэйзер и Мэтт Медрано.

### Съёмки
Съёмочный процесс сериала стартовал в январе 2022 года в городе Буфорд, штат Джорджия. В апреле 2022 года один из членов съёмочной группы повредил ногу во время съёмок, из-за чего производство было временно приостановлено. Съёмки сериала были официально завершены в том же месяце.

## Сезоны
| Сезон | Серии | Серии | Даты показа     | Даты показа      |
| Сезон | Серии | Серии | Первая серия    | Последняя серия  |
| ----- | ----- | ----- | --------------- | ---------------- |
| 1     | 6     | 6     | 14 августа 2022 | 18 сентября 2022 |

## Эпизоды

### Сезон 1(2022)
| № общий | № в сезоне | Название                               | Режиссёр            | Автор сценария                | Дата премьеры    | Зрители в США (млн) |
| --- | ---------- | -------------------------------------- | ------------------- | ----------------------------- | ---------------- | ------------------- |
| 1 | 1          | «Иви/Джо» «Evie/Joe»                   | Рон Андервуд        | Майя Голдсмит, Бен Соколовски | 14 августа 2022  | 0,572               |
| Джо, одинокий мужчина, который жил в бункере ещё до начала апокалипсиса, покидает свой безопасный дом, чтобы отправиться в 700-мильное путешествие и встретиться со своим бывшим онлайн-другом. По дороге он встречает Иви, которая присоединяется к нему в похожем путешествии. После того, как Иви сначала похищает его, они сближаются, но их разлучает кража мотоцикла Джо. Иви не может найти своего бывшего мужа Стивена, но находит доказательства того, что он действительно любил её. Джо находит бункер своей подруги Сандры, но Сандра сошла с ума и стала серийной убийцей, охотящейся на мужчин. Иви спасает Джо, который вынужден убить Сандру в целях самообороны. Заперев её оживший труп в бункере, Иви убеждает Джо, что в жизни есть нечто большее, и они продолжают свой путь. В ролях: Терри Крюс — Джо; Оливия Манн — Иви; Кёрсти Брайан — Сандра |            |                                        |                     |                               |                  |                     |
| 2 | 2          | «Блэр/Джина» «Blair/Gina»              | Майкл Е. Сатраземис | Кари Дрэйк                    | 21 августа 2022  | 0,448               |
| Две враждующие сотрудницы страховой компании, администратор Джина и её начальница Блэр, оказавшиеся во временной петле в начале апокалипсиса, должны работать вместе, чтобы спасти своих близких и сбежать из Атланты. После того, как они вместе спасают большую группу бегунов от армии мирных жителей и сталкиваются со своими страхами, временная петля наконец-то разрывается, хотя Джина предполагает, что, возможно, они переживают общее заблуждение. В ролях: Паркер Поузи — Блэр; Джиллиан Белл — Джина; Мэтт Медрано — Брайан; Кевин Л. Джонсон — Джоэл |            |                                        |                     |                               |                  |                     |
| 3 | 3          | «Ди» «Dee»                             | Майкл Е. Сатраземис | Чанинг Пауэл                  | 28 августа 2022  | 0,430               |
| Альфа, известная тогда как "Ди", пытается защитить свою дочь Лидию на пароходе, на котором они живут после апокалипсиса, но начинает ревновать к другой жительнице, Брук, которой Лидия, кажется, больше нравится и которой она больше доверяет. Ди встревожена наивным взглядом Брук на современный мир и попытками сохранить нормальность, несмотря на опасности. Подозрения Ди в отношении жителя по имени Билли оказываются правдой, когда Билли и его банда пытаются захватить лодку. Ди и Лидия едва спасаются, когда жители и банда уничтожают друг друга, и Брук остаётся единственной выжившей. Ди наносит шрам на лицо Брук за то, что она не смогла защитить свою дочь после того, как Лидия помешала матери убить Брук. В конце концов Ди и Лидия попадают в руки Шептунов, которыми в то время руководит женщина по имени Гера. Позже Ди убивает Геру и превращает её лицо в маску ходячего, становясь Альфой Шептунов. В ролях: Саманта Мортон — Альфа; Лорен Глэйзер — Брук; Скарлет Блум — Лидия; Рэйчел Маркариан — Дженна; Ник Баста — Билли |            |                                        |                     |                               |                  |                     |
| 4 | 4          | «Эми/Доктор Эверетт» «Amy/Dr. Everett» | Хаифа аль-Мансур    | Ахмаду Гарба                  | 4 сентября 2022  | 0,409               |
| Учёный-затворник и натуралист, доктор Чонси Эверетт, сопровождает незнакомку Эми, которая пытается найти группу выживших, от которой она отделилась в районе Вайграсс, ныне называемом Мёртвым сектором. Попытки Эми связаться с Эвереттом в основном безуспешны, поскольку он считает, что нежить, которую он назвал Homo mortuus, — это следующая стадия эволюции природы, а человечество — это опасность. Эверетт сосредоточен на спасении одного из своих пропавших образцов, получившего название «Образец 21», который, как позже выясняется, является одним из его бывших коллег, но «Образец 21» съедает аллигатор. Эми и Эверетт ссорятся после того, как он не даёт ей спасти двух её друзей, прежде чем Эверетт сообщает, что её лагерь находится на пути огромного армии мертвецов и обречён. Эми спешит предупредить своих друзей, но позже Эверетт обнаруживает, что они попали в эпицентр армии мертвецов и сдаются. Эверетт начинает помечать свои новые образцы для изучения, в том числе и ставшую нежитью Эми, хотя Эверетт и колеблется, когда сталкивается со своей бывшей подругой. В ролях: Энтони Эдвардс — доктор Чонси Эверетт; Поппи Лю — Эми |            |                                        |                     |                               |                  |                     |
| 5 | 5          | «Девон» «Davon»                        | Майкл Е. Сатраземис | Чанинг Пауэл                  | 11 сентября 2022 | 0,387               |
| В маленьком городке в штате Мэн Девон приходит в себя с раной на голове и временной амнезией, прикованный к трупу женщины по имени Аманда. Опустив Аманду на землю, Девону кажется, что Аманда разговаривает с ним и обвиняет его в убийстве. В воспоминаниях раненый Девон приезжает в город семью неделями ранее, и его принимают Аманда и её сестра Нора, с которой у него завязываются романтические отношения. В настоящем Девон находит в подвале Аманды мальчика-зомби и обездвиживает его, прежде чем его схватывают горожане, которые обвиняют Девона в убийстве их пропавших детей и пытаются казнить его. К Девону постепенно возвращаются воспоминания, и он вспоминает, как нашёл сына Норы Гарена, который сбежал, пока Девон отбивался, приковал себя и случайно убил Аманду в целях самообороны, когда она попыталась его убить. Сбежав с места казни, Девон находит Гарена с сыном Аманды, Арно, который похищал и убивал детей в городе, убеждённый, что спасает их от ужасов мира, в то время как Аманда защищала своего сына. Найдя ожившие тела двух жертв Арно, Девон призывает горожан и разоблачает Арно, а Гарен оправдывает Девона. Разъярённые родители в отместку скармливают Арно его собственным жертвам, а Девон с отвращением покидает город. В ролях: Джесси Ашер — Девон; Лоан Шабаноль — Нора; Гейдж Манро — Арно; Эмбет Дэвидц — Аманда |            |                                        |                     |                               |                  |                     |
| 6 | 6          | «Ла Донья» «La Doña»                   | Дебора Кампмейер    | Линдси Вилларриал             | 18 сентября 2022 | 0,378               |
| Эрик и Идалия решают попытаться найти убежище в доме пожилой женщины, Доньи Альмы. Она соглашается дать им еду и позволить переночевать, но настаивает на том, что они должны уйти на следующий день. За ужином Эрик настаивает на своём и просит разрешения остаться навсегда, но Альма приказывает им уйти немедленно. Внезапно она падает и ударяется головой, мгновенно умирая. Хотя Эрик доволен тем, что теперь дом в их полном распоряжении, Идалии неловко занимать дом умершей женщины. Идалия испытывает различные галлюцинации и видения, когда слышит голос Альмы, настаивающей на том, что дом принадлежит ей. Эрик пренебрежителен до тех пор, пока ему тоже не начинают мерещиться разные вещи, в том числе вера в то, что их подруга Мария на самом деле восстала из мёртвых. Эрик и Идалия становятся враждебными друг к другу, поскольку встречи с призраком Альмы продолжаются, но когда они пытаются уйти, призрак Альмы преследует их в подвале. Они вынуждены наносить друг другу удары ножом и оказываются втянуты в группу ходячих мертвецов, которыми были люди, с которыми они когда-либо встречались. В ролях: Дэнни Рамирес — Эрик; Даниэлла Пинеда — Идалия; Джули Кармен — Альма |            |                                        |                     |                               |                  |                     |

## Релиз

### Маркетинг
10 апреля 2022 года был выпущен первый тизер-трейлер сериала с подзаголовком — «6 разных историй, 1 мёртвый мир». Первый полноценный трейлер сериала был представлен в июле 2022 года на фестивале Сomic-Con в Сан-Диего.

### Трансляция
Премьера сериала состоялась 14 августа 2022 года на телеканале AMC. Первый эпизод вышел на потоковом сервисе AMC+ 11 августа, после чего каждый последующий эпизод сериала становился доступен за неделю до своего выхода на AMC.

## Критика
На сайте-агрегаторе Rotten Tomatoes рейтинг одобрения сериала составляет 74 % на основе 29 рецензий со стороны критиков. Консенсус сайта гласит: «Хотя „Истории ходячих мертвецов“ — это бессвязные истории разного качества, в них всё же достаточно мяса, чтобы оправдать это дополнение к многолетней саге о зомби».
На сайте Metacritic сериал имеет среднюю оценку в 61 балл из 100 на основе 8 отзывов со стороны критиков, что указывает на «смешанные или средние отзывы».

## Будущее
Вслед за «Историями ходячих мертвецов» выйдет отдельный сериал-антология под названием «Ещё больше историй из Вселенной Ходячих Мертвецов».